# Nighthawks at the Diner
Pour les articles homonymes, voir Nighthawk (homonymie).
Albums de Tom Waits
The Heart of Saturday Night
(1974) Small Change
(1976)
Nighthawks at the Diner est le troisième album de Tom Waits, sorti en 1975 sous Asylum Records.

## Historique
Le titre est inspiré d'un tableau de 1942 du peintre américain Edward Hopper intitulé Nighthawks mais généralement appelé Nighthawks at the Diner.
L'album est un enregistrement studio mais réalisé face au public, devant une audience réduite. Waits en profite donc pour discuter de ses chansons et raconter quelques blagues entre deux morceaux, ce qui donne un style particulier à l'album. La chanson Big Joe And Phantom 309 est une reprise de la chanson Phantom 309 composée par Tommy Faile et chantée par Red Sovine sur l'album portant son propre nom, sorti en 1967.

## Liste des morceaux
1. (Opening Intro) - 2:58
2. Emotional Weather Report - 3:47
3. (Intro - On a Foggy Night) - 2:16
4. On a Foggy Night - 3:48
5. (Intro - Eggs and Sausage) - 1:53
6. Eggs and Sausage (In a Cadillac With Susan Michelson) - 4:19
7. (Intro - Better Off Without a Wife) - 3:02
8. Better Off Without a Wife - 3:59
9. Nighthawk Postcards (From Easy Street) - 11:30
10. (Intro - Warm Beer and Cold Women) - 0:55
11. Warm Beer and Cold Women - 5:21
12. (Intro - Putnam County) - 0:47
13. Putnam County - 7:35
14. Spare Parts I (A Nocturnal Emission) (Tom Waits/Chuck E. Weiss[2]) - 6:25
15. Nobody - 2:51
16. (Intro - Big Joe and Phantom 309) - 0:40
17. Big Joe and Phantom 309 (Tommy Faile) - 6:29
18. Spare Parts II and Closing - 5:13

## Musiciens
- Pete Christlieb - Saxophone ténor[2]
- Bill Goodwin - Batterie[3]
- Jim Hughart - Basse[4]
- Mike Melvoin - Piano et arrangements[4]
- Tom Waits - Chant, Piano, Guitare